# خانه‌شکوفه‌ها
خانه‌شکوفه‌ها (نام علمی: Ceriantharia) نام یک راسته از زیررده شش‌مرجانیان است.